# Stoomgemaal Oosterschelde
Stoomgemaal Oosterschelde is een voormalig stoomgemaal bij het gehucht Strijenham op het Zeeuwse eiland Tholen.
Het werd in 1910 gebouwd door Canoy-Herfkens en diende ervoor om overtollig water uit de vaart over de dijk te pompen. De schoorsteen die gebouwd werd door firma de Ridder is de enige overgebleven schoorsteen in Nederland die in het water is gepositioneerd.
Het gemaal heeft dienst gedaan tot 1932. In dat jaar werden de taken overgenomen door een elektrisch gemaal op de dijk naast het oude gemaal. Het gemaal en de naastgelegen dienstwoning bleven staan en gingen dienst doen als bergplaats.
Tussen 1953 en 1986 deed de schoorsteen dienst als lichtbaken voor het scheepvaartverkeer vanuit Bergen op Zoom over het Tholense Gat. Hiervoor werd er achter een raampje boven in de schoorsteen een licht ontstoken. De binnenkant werd gereinigd en de wanden aangesmeerd met cement. Via een stalen ladder kan men boven in de schoorsteen komen.
In 1986 zijn de gebouwen gered van de sloop door Stichting Huis en Heem en rond 2003 is het complex in samenwerking met Heemschut gerestaureerd en heeft het een nieuwe bestemming gekregen als woning.